# Rafetus
Rafetus – rodzaj żółwi z rodziny żółwiakowatych (Trionychidae).

## Zasięg występowania
Rodzaj obejmuje gatunki występujące w Azji (Turcja, Syria, Irak, Iran, Chińska Republika Ludowa i Wietnam).

## Systematyka

### Etymologia
- Rafetus: etymologia niejasna, Gray nie wyjaśnił znaczenia nazwy rodzajowej[2], być może od epitetu gatunkowego Trionyx rafeht J.E. Gray, 1856 (błąd w nazwie Testudo rafcht Olivier, 1807); nazwa „rafcht” została użyta przez Oliviera na określenie zabitego przez siebie żółwia, gdyż uważał, że tak mówią na niego Arabowie (Gray najwyraźniej źle odczytał to słowo jako „rafet”). Sama nazwa najwyraźniej wywodzi się od arab. ‏رفش‎ rafš „łopata”[7].
- Oscaria: etymologia niejasna, Gray nie wyjaśnił znaczenia nazwy rodzajowej[3]. Gatunek typowy: Oscaria swinhoei J.E. Gray, 1873.
- Yuen: chińska nazwa yuen oznaczająca „dużą żabę”[8]. Gatunek typowy: Yuen leprosus Heude, 1880 (= Oscaria swinhoei J.E. Gray, 1873).

### Podział systematyczny
Do rodzaju należą następujące gatunki:
- Rafetus euphraticus (Daudin, 1801)
- Rafetus swinhoei (J.E. Gray, 1873) – żółwiak szanghajski[9]